# Aurora Castillo
Pour les articles homonymes, voir Castillo.
Aurora Castillo (1914 - 30 avril 1998) connue sous le nom de « la doña » (une marque de respect donné par sa communauté, en grande partie latino-américaine), est une militante environnementale et communautaire de Los Angeles (Californie). Elle cofonde l'organisation Mothers of East Los Angeles (MELA) en 1984 qui s'oppose avec succès au projet de construction d'un incinérateur de déchets toxiques et d'une prison d'État à Eastside Los Angeles. Castillo reçoit le prix Goldman pour l'environnement en 1995.

## Vie privée
Aurora Castillo naît en 1914 et est une américano-mexicaine de quatrième génération.
Castillo indique que la famille a toujours été importante pour elle. Elle a un seul frère, Arthur Castillo, décédé d'un cancer à 74 ans, et également deux sœurs : sa jumelle, mariée et sans enfant, qui a vécu à Canoga Park et une autre sœur, Henrietta, qui a vécu avec Castillo dans leur maison d'enfance. Elle considère son père, un sergent clairon régimentaire de l'US Navy pendant la Première Guerre mondiale, comme son héros. Castillo est également l'arrière-arrière-petite-fille d'Augustine Pedro Olvera, l'un des premiers colons de Los Angeles. Elle décède d'une leucémie en 1998.

## Carrière
La carrière d'Aurora Castillo en tant que militante commence en 1984, alors qu'elle a 70 ans. Le prêtre de l'église d'East Los Angeles demandé aux paroissiennes de protester contre la construction d'une prison d'État dans le quartier. La prison aurait été la huitième de la région et Castillo et deux autres femmes s'unissent pour former Mothers of East Los Angeles (MELA). Elles souhaitent protéger leurs enfants et en informent la communauté de la menace que pourrait représenter la présence d'une prison dans leur quartier. Elles manifestent tous les lundis et s'unissent à d'autres groupes comme la Coalition Against the Prison in East Los Angeles. Les femmes de MELA pratiquent l'othermothering comme un moyen d'unir leur communauté à travers le fait de s'occuper des enfants des autres (pas seulement les leurs). Leur vision de la maternité comme une activité partagée qui profiterait à tous leurs enfants fait partie de leur identité collective et de leur autonomisation.
Par la suite MELA continue de croître en taille et en expérience. En 1987, l'organisation lance une lutte fructueuse contre le projet Lancer (un incinérateur de déchets municipaux). En 1988, MELA combat un autre incinérateur de déchets toxiques. En 1989, MELA s'associe à des lycéens d'Huntington pour arrêter une usine de traitement des déchets chimiques. Actuellement, MELA participe au programme de conservation de l'eau, dirige un programme de sensibilisation au plomb et parraine des programmes d'enseignement supérieur.

## Récompenses
Aurora Castillo reçoit le prix Goldman pour l'environnement en 1995. Elle est la première personne de Los Angeles, la première personne latino et la personne la plus âgée à remporter le prix.